# 1383

## Události
- Vranov nad Dyjí získal městská práva.
- Murad I. se prohlásil za sultána.
- 7. července – Bezdětný Jakub z Baux, vládce Taranta a Achaje a poslední titulární latinský císař, umírá.[1] V důsledku toho:
  - Karel III. Neapolský se stává vládcem Achaje (nyní jižní Řecko).
  - vévoda Oto Brunšvicko-Grubenhagenský, vdovec po Johaně I. Neapolské, se stává vládcem Taranta (nyní východní Itálie).
  - vévoda Ludvík I. z Anjou, zdědí nárok na Latinské císařství (nyní západní Turecko), ale nikdy nepoužívá titul císaře.

## Narození
- 4. září – Amadeus VIII. Savojský, savojský vévoda, vládce Piedmontu a poslední vzdoropapež († 1451)
- ? – Evžen IV., papež († 1447)
- ? – Masolino da Panicale, italský, pozdně gotický malíř († 1447)
- ? – Alžběta Bavorská, braniborská kurfiřtka († 13. listopadu 1442)

## Úmrtí
- 5. června – Dmitrij Konstantinovič Suzdalský, velkokníže novgorodský (* 1322)
- 15. června – Jan VI. Kantakuzenos, byzantský císař (* asi 1292)
- 7. července – Jakub z Baux, titulární latinský císař
- 26. července – Izabela z Valois, vévodkyně bourbonská (* 1313)
- 22. října – Ferdinand I., portugalský král (* 31. října 1345)
- 8. prosince – Václav Český, vévoda lucemburský, brabantský a limburský (* 25. února 1337)
- 23. prosince – Beatrix Bourbonská, česká královna jako manželka Jana Lucemburského (* asi 1318)
- ? – Rolpä Dordže, 4. karmapa školy Karma Kagjü a učitel čínského císaře (* 1340)
- ? – Jang Ťi, čínský básník, esejista a malíř (* 1334)

## Hlavy států
- České království – Václav IV.
- Moravské markrabství – Jošt Moravský
- Svatá říše římská – Václav IV.
- Papež – Urban VI. a Klement VII. (vzdoropapež)
- Anglické království – Richard II.
- Francouzské království – Karel VI. Šílený
- Polské království – Hedvika z Anjou
- Uherské království – Marie Uherská
- Lucemburské vévodství – Václav Lucemburský
- Byzantská říše – Jan V. Palaiologos